# ディフェンシブエンド

ディフェンシブラインのポジション

ディフェンシブエンド（DE）は、アメリカンフットボール、カナディアンフットボールの守備ラインのポジションであり、スクリメージライン上の守備ラインの両サイドにセットする。
パスプレー時は、クォーターバックへプレッシャーを掛け、ランプレー時には最前線で突破を防ぐ点でディフェンシブタックルと類似の役割を負う。しかし、ディフェンシブタックルよりも外側にセットするため、大きく外側からパスラッシュを掛けたり、外側へのラン突破を防いだり、更にゾーンブリッツではパスカバーを担当することをもあるため、パワーだけではなくスピードを兼ね備えることが必要となる。

## 背番号
ディフェンシブエンドの背番号は80番台を除く50番から99番と規定されている。